# Franciszek Sługocki

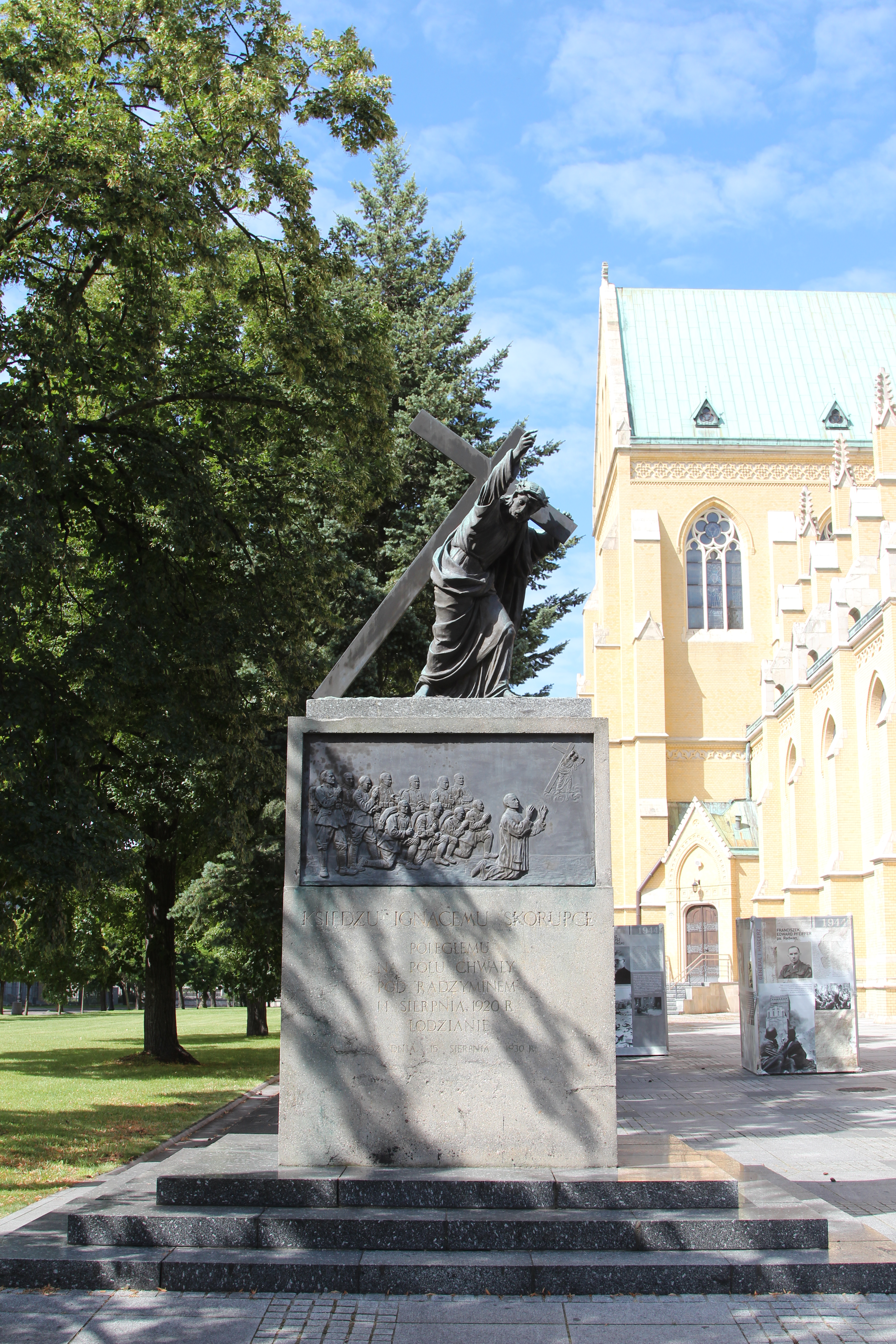
Pomnik księdza Ignacego Skorupki na Plac Katedralny w Łodzi, wg projektu Franciszka Sługockiego i Wacława Konopki (1930)

Franciszek Piotr Sługocki (ur. 28 marca 1885 w Krakowie, zm. 12 października 1964 w Łodzi) – polski rzeźbiarz i medalier.

## Życiorys
Sługocki kształcił się w Ecole des arts industriels w Genewie, w której przebywał w latach 1902–1909 i 1909–1919 oraz w Paryżu, gdzie studiował medalierstwo i rzeźbiarstwo Ecole nationale supérieure des beaux-arts w latach 1909–1910. W 1919 powrócił do Polski, a w 1920 uczestniczył w pospolitym ruszeniu w wojnie polsko-bolszewickiej, podczas której trafił do niewoli, z której uciekł. W latach 20. XX w. prowadził pracownię rzeźbiarską w Warszawie, w której wykonywał portrety i płaskorzeźby w brązie oraz pracował jako nauczyciel cyzelerstwa, złotnictwa i brązownictwa w Publicznej Szkole Dokształcającej nr 2. W 1927 zamieszkał w Łodzi, gdzie został organizatorem Wydziału Złotniczego w Państwowej Szkole Przemysłowej Żeńskiej przy ul. prez. G. Narutowicza 77, w której został nauczycielem. Ponadto działał jako członek Cechu Jubilerów, Grawerów i Zegarmistrzów. Był orędownikiem włączania do zarządu cechu i angażowania do pracy kobiet w jubilerstwie. W 1931 był członkiem założycielem Polskiego Związku Zawodowego Łódzkich Artystów Plastyków.
Po II wojnie światowej Sługocki został kierownikiem działu galanterii metalowej w Wyższej Szkole Sztuk Plastycznych w Łodzi. W 1953 przeszedł na emeryturę.

### Działalność artystyczna
Sługocki od 1927 wystawiał prace w Miejskiej Galerii Sztuki w Łodzi. Uczestniczył w wystawach PZZŁAP, m.in. w 1952, 1953, 1956, 1959. Uczestniczył także w wystawie zorganizowanej dla uczczenia dziesięciolecia wyzwolenia Łodzi w 1955 i I ogólnopolskiej wystawie medalierskiej w Warszawie w 1963. Do zrealizowanych przez niego rzeźb należą:
- Popiersie ks. Józefa Teodorowicza w Katedrze ormiańskiej we Lwowie (1925)[5],
- Pomnik księdza Ignacego Skorupki w Łodzi (1927–1930)[6],
- Portret Mustafy Kemala Atatürka (brąz, przekazany przez rząd Polski do Muzeum Atatürka w Stambule(inne języki)),
- Portret Marii Skłodowskiej-Curie[4].

### Życie prywatne
Był synem Józefa i Anny z domu Razowskiej. Jego braćmi byli rzeźbiarze: Marian Sługocki (1883–1944) i Antoni Sługocki (1881–1939). Był żonaty z Marią Lambrech (zm. 1921), a następnie ożenił się z Apolonią Owczarską, z którą miał dwóch synów: Leszka Macieja Sługockiego (ur. 1924) – dra hab. nauk prawnych i Tadeusza Kazimierza Sługockiego (1928–1965) – magistra inżyniera mechanika.
Sługocki został pochowany na Starym Cmentarzu w Łodzi, w części rzymskokatolickiej.